# 送信到哥本哈根
《送信到哥本哈根》（英語：I Am David）為2003年美国電影，为保尔·费格执导的首部电影。描寫一位男孩逃脫保加利亞集中營，經過許多人的幫助前往丹麥。該電影原著為丹麥暢銷小說《北方自由》。

## 劇情簡介
這是一趟充滿希望的人生之旅。
長相清秀可愛的孤兒大衛，自保加利亞集中營逃出後，憑著一股堅毅傲人的意志力，展開這趟長途跋涉的希望之旅——從保加利亞翻山越嶺徒步到丹麥。期間，在集中營認識的好友約翰則一直是他最大的精神支柱。途中大衛搭船越過汪洋來到義大利，在此因緣際會結識了一個義大利家庭，讓他初次強烈地感受到家庭的溫暖。但大衛仍須完成他的送信任務，繼續往北方走而離去。大衛在邊界遇見一位親切的畫家老奶奶蘇菲（Joan Plowright），蘇菲看見他如同看見自己早已病逝的兒子，對大衛百般的疼愛呵護。在大衛告知來歷後，老奶奶更是想盡辦法來幫助大衛，一心助他完成「任務」。